# میکا الاتالو
میکا الاتالو (انگلیسی: Mika Alatalo؛ زادهٔ ۱۱ ژوئن ۱۹۷۱) بازیکن هاکی روی یخ اهل فنلاند است.
از باشگاه‌هایی که در آن بازی کرده‌است می‌توان به فینیکس کایوتیس اشاره کرد.